# Miss Universo Suiza
Miss Universo Suiza (en inglés: Miss Universe Switzerland) es un concurso de belleza nacional en Suiza. Se encarga de seleccionar a la representante del país para el concurso Miss Universo.

## Ganadoras

### Miss Universo Suiza
: Declarada como ganadora
     : Terminó como finalista
     : Terminó como una de las semifinalistas o cuartofinalistas
     : Terminó como ganadora de premios especiales
| Año                           | Cantón                     | Miss Universo Suiza      | Posición en Miss Universo | Premios especiales | Notas                          |
| ----------------------------- | -------------------------- | ------------------------ | ------------------------- | ------------------ | ------------------------------ |
| 2024                          | Nidwalden                  | Laura Bircher            | No clasificó              |                    |                                |
| 2023                          | Argovia                    | Lorena Santen            | No clasificó              |                    |                                |
| 2022                          | Valais                     | Alia Giundi              | No clasificó              |                    | Dirección de Bernard Poffet.   |
| Miss Suiza                    |                            |                          |                           |                    |                                |
| No compitió entre 2019 y 2021 |                            |                          |                           |                    |                                |
| 2018                          | Argovia                    | Jastina Doreen Riederer  | No clasificó              |                    |                                |
| Miss Universo Suiza           |                            |                          |                           |                    |                                |
| 2017                          | No compitió                | No compitió              | No compitió               | No compitió        | No compitió                    |
| 2016                          | San Galo                   | Dijana Cvijetić          | No clasificó              |                    | Dirección de Veeranda Aeberli. |
| 2015                          | No compitió                | No compitió              | No compitió               | No compitió        | No compitió                    |
| 2014                          | Zúrich                     | Zoé Metthez              | No clasificó              |                    | Dirección de François Matthey. |
| Miss Suiza                    |                            |                          |                           |                    |                                |
| 2013                          | Zúrich                     | Dominique Rinderknecht   | Top 16                    |                    |                                |
| 2012                          | Berna                      | Alina Buchschacher       | No clasificó              |                    |                                |
| 2011                          | Lucerna                    | Kerstin Cook             | No clasificó              |                    |                                |
| 2010                          | San Galo                   | Linda Fäh                | No clasificó              |                    |                                |
| 2009                          | Vaud                       | Whitney Toyloy           | Top 10                    |                    |                                |
| 2008                          | San Galo                   | Amanda Ammann            | No clasificó              |                    |                                |
| 2007                          | Tesino                     | Christa Rigozzi          | No clasificó              |                    |                                |
| 2006                          | Vaud                       | Lauriane Gilliéron       | Segunda finalista         |                    |                                |
| 2005                          | Zúrich                     | Fiona Hefti              | Top 10                    |                    |                                |
| 2004                          | Lucerna                    | Bianca Nicole Sissing    | Top 15                    |                    |                                |
| 2003                          | Grisones                   | Nadine Vinzens           | No clasificó              |                    |                                |
| 2002                          | Argovia                    | Jennifer Ann Gerber      | No clasificó              |                    |                                |
| 2001                          | Argovia                    | Mahara McKay             | No clasificó              |                    |                                |
| 2000                          | Turgovia                   | Anita Buri               | No clasificó              |                    |                                |
| 1999                          | Zúrich                     | Sonja Grandjean          | No clasificó              |                    |                                |
| 1998                          | Soleura                    | Tanja Gutman             | No clasificó              |                    |                                |
| 1997                          | Tesino                     | Melanie Winiger          | No clasificó              |                    |                                |
| 1996                          | Zúrich                     | Stéphanie Berger         | No clasificó              |                    |                                |
| 1995                          | Valais                     | Sarah Briguet            | No clasificó              |                    |                                |
| 1994                          | Zúrich                     | Patricia Fässler         | Top 10                    |                    |                                |
| 1993                          | Vaud                       | Valérie Bovard           | No clasificó              |                    |                                |
| 1992                          | Argovia                    | Sandra Aegerter          | No clasificó              |                    |                                |
| 1991                          | No compitió                | No compitió              | No compitió               | No compitió        | No compitió                    |
| 1990                          | Friburgo                   | Catherine Mesot          | No clasificó              |                    |                                |
| 1989                          | Zúrich                     | Karina Berger            | No clasificó              |                    |                                |
| 1988                          | Zúrich                     | Gabriela Bigler          | No clasificó              |                    |                                |
| 1987                          | Lucerna                    | Renate Walther           | No clasificó              |                    |                                |
| 1986                          | Argovia                    | Eveline Nicole Glanzmann | Top 10                    |                    |                                |
| 1985                          | No compitió                | No compitió              | No compitió               | No compitió        | No compitió                    |
| 1984                          | Zúrich                     | Silvia Anna Affolter     | No clasificó              |                    |                                |
| 1983                          | Ginebra                    | Lolita Morena            | Tercera finalista         | - Miss Fotogénica  |                                |
| 1982                          | Zúrich                     | Jeanette Linkenheil      | No clasificó              |                    |                                |
| 1981                          | Berna                      | Brigitte Voss            | No clasificó              |                    |                                |
| 1980                          | Ginebra                    | Margrit Kilchoer         | No clasificó              |                    |                                |
| 1979                          | Ginebra                    | Birgit Krahel            | No clasificó              |                    |                                |
| 1978                          | Appenzell Rodas Interiores | Sylvia Vonarx            | No clasificó              |                    |                                |
| 1977                          | Ginebra                    | Anja Terzi               | No clasificó              |                    |                                |
| 1976                          | Vaud                       | Isabelle Fischbacher     | No clasificó              |                    |                                |
| 1975                          | Soleura                    | Beatrice Aschwanden      | No clasificó              |                    |                                |
| 1974                          | Zúrich                     | Christine Lavanchy       | No clasificó              |                    |                                |
| 1973                          | Zúrich                     | Barbara Schottli         | No clasificó              |                    |                                |
| 1972                          | Zúrich                     | Anne Lisse Weber         | No clasificó              |                    |                                |
| 1971                          | Tesino                     | Anita Andrini            | No clasificó              |                    |                                |
| 1970                          | Turgovia                   | Diane Jane Roth          | Top 15                    |                    |                                |
| 1969                          | Argovia                    | Patricie Sollner         | Top 15                    |                    |                                |
| 1968                          | Valais                     | Jeanette Biffiger        | No clasificó              |                    |                                |
| 1967                          | Basilea-Campiña            | Elsbeth Ruegger          | No clasificó              |                    |                                |
| 1966                          | Schwyz                     | Hedy Frick               | No clasificó              |                    |                                |
| 1965                          | Glaris                     | Yvette Revelly           | No clasificó              |                    |                                |
| 1964                          | Vaud                       | Sandra Susler            | No clasificó              |                    |                                |
| 1963                          | Grisones                   | Diana Tanner             | No clasificó              |                    |                                |
| 1962                          | Tesino                     | Francine DeLouille       | No clasificó              |                    |                                |
| 1961                          | Friburgo                   | Liliane Burnier          | Top 15                    |                    |                                |
| 1960                          | Tesino                     | Elaine Maurath           | Top 15                    |                    |                                |
| No compitió entre 1954 y 1959 |                            |                          |                           |                    |                                |
| 1953                          | Appenzell Rodas Exteriores | Danielle Oudinet         | No clasificó              |                    |                                |